# Гоно, Эммануэл
Эммануэл Гоно (англ. Emmanuel Gono; род. 29 октября 2005, Либерия) — либерийский футболист, нападающий шведского АИК.

## Клубная карьера
На молодёжном уровне выступал за либерийский «Маскат» и сьерра-леонский «Каллон». Весной 2023 года проходил просмотр в итальянском «Удинезе». В январе 2024 года тренировался со шведским АИК на сборах в Португалии и Испании. В феврале подписал с клубом контракт, рассчитанный на четыре года. 11 мая в матче восьмого тура с «Сириусом» дебютировал в чемпионате Швеции, заменив на 67-й минуте Исмаилу Кулибали.

## Клубная статистика
| Выступление      | Выступление      | Выступление      | Лига | Лига | Кубки | Кубки | Конт. кубки | Конт. кубки | Итого | Итого |
| Клуб             | Лига             | Сезон            | Игры | Голы | Игры  | Голы  | Игры        | Голы        | Игры  | Голы  |
| ---------------- | ---------------- | ---------------- | ---- | ---- | ----- | ----- | ----------- | ----------- | ----- | ----- |
| АИК              | Алльсвенскан     | 2024             | 1    | 0    | 0     | 0     | 0           | 0           | 1     | 0     |
| АИК              | Итого            | Итого            | 1    | 0    | 0     | 0     | 0           | 0           | 1     | 0     |
| Всего за карьеру | Всего за карьеру | Всего за карьеру | 1    | 0    | 0     | 0     | 0           | 0           | 1     | 0     |